# Emil Frommel

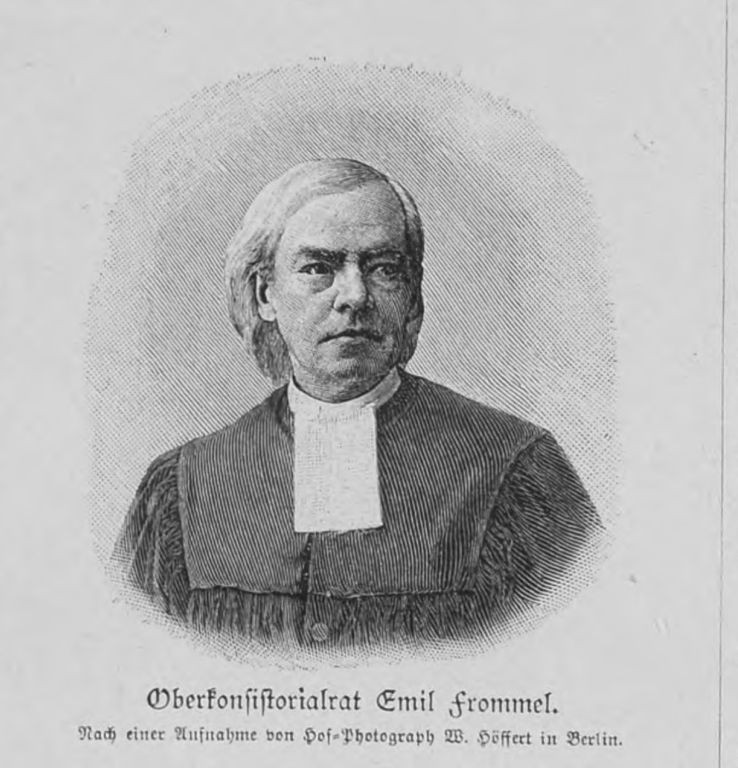
Emil Frommel

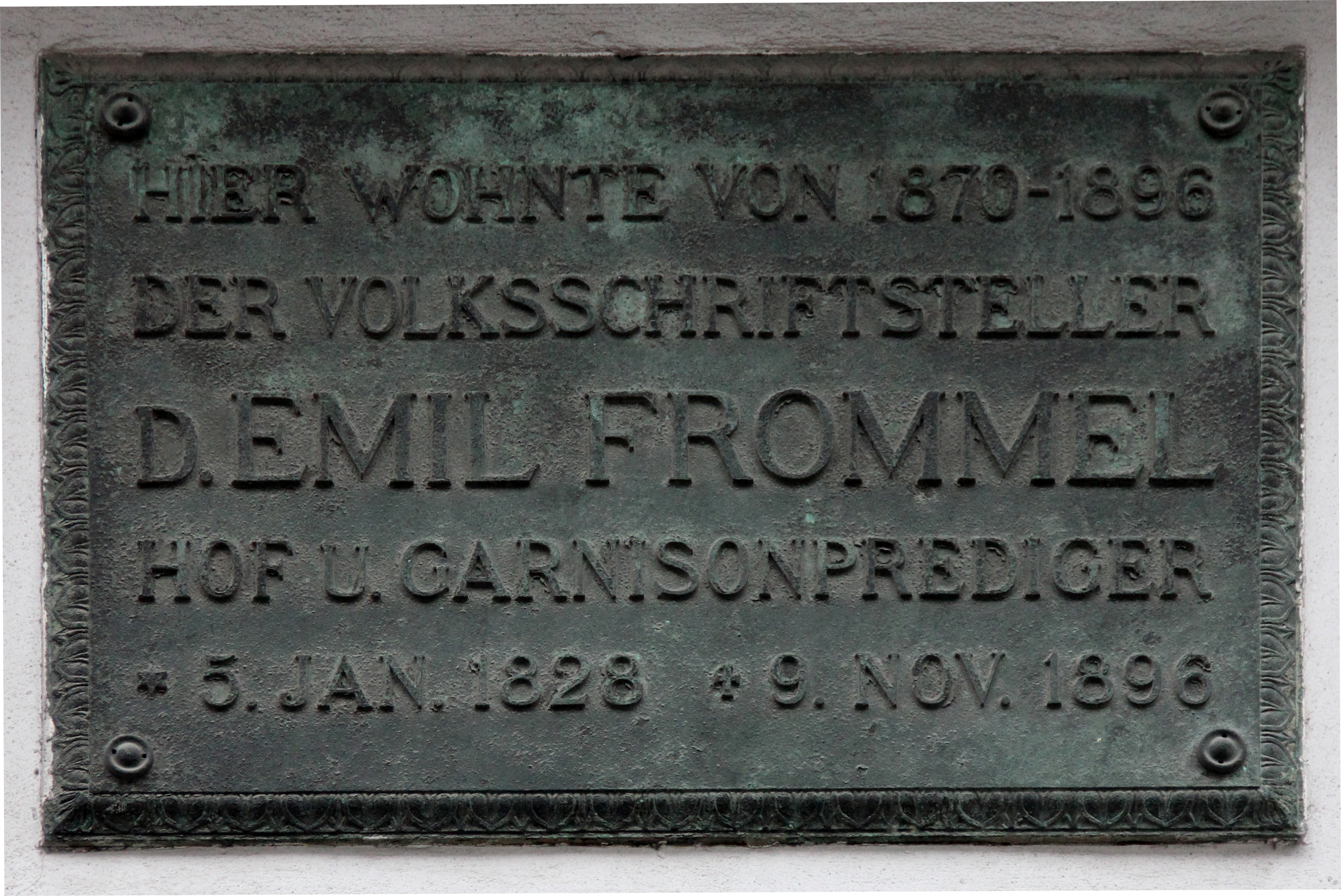
Gedenktafel am Haus, Anna-Louisa-Karsch-Straße 9, in Berlin-Mitte

Emil Wilhelm Frommel (* 5. Januar 1828 in Karlsruhe; † 9. November 1896 in Plön) war ein deutscher evangelischer Theologe und Volksschriftsteller, Dichter, Hofprediger, Militäroberpfarrer und Erzieher der kaiserlichen Prinzen in Plön.

## Leben
Emil Wilhelm Frommel, ältester Sohn des Malers Karl Ludwig Frommel und der Pfarrerstochter Jeanne Henriette Gambs, studierte in Halle, Erlangen und Heidelberg Theologie. Während seines Studiums wurde er 1846/47 Mitglied der Burschenschaft Fürstenthal Halle, 1848 der Burschenschaft Marcomannia Erlangen und 1848/50 der Burschenschaft Germania Heidelberg. Im Jahr 1848 nahm er als Burschenschafter an den revolutionären Unruhen teil, distanzierte sich aber später davon. Er wurde Ehrenmitglied der Burschenschaft Alemannia auf dem Pflug Halle und 1894 der Burschenschaft Germania Halle. In den Jahren 1850–1852 bekleidete er das Amt des Vikars in Altlußheim bei Heidelberg. Nach einer fast einjährigen Wanderung durch Italien mit seinem Bruder Max erhielt er bis November 1854 das Pfarramt in Altlußheim. Danach wurde er zum Hof- und Stadtvikar in Karlsruhe berufen und 1861 zum Stadtpfarrer. 1864 wurde er Pfarrer in Barmen an der Alten Kirche Wupperfeld. Hier gründete Frommel 1866 einen der ersten gemischten Kirchenchöre im deutschsprachigen Raum, die spätere Wupperfelder Kantorei.
Im Jahr 1869 wurde Frommel als Pfarrer an die Garnisonkirche nach Berlin berufen.
Am Deutsch-Französischen Krieg 1870/71 nahm er als Feldprediger unter General August von Werder teil. Er war über sechs Monate in Straßburg Felddivisionspfarrer und kehrte am 16. Juni 1871 nach Berlin zurück.
1872 wurde er in Berlin zum Hofprediger und Militäroberpfarrer des kaiserlichen Gardekorps ernannt. Allein 14 Mal begleitete er Kaiser Wilhelm I. zum Kuraufenthalt in Bad Gastein.

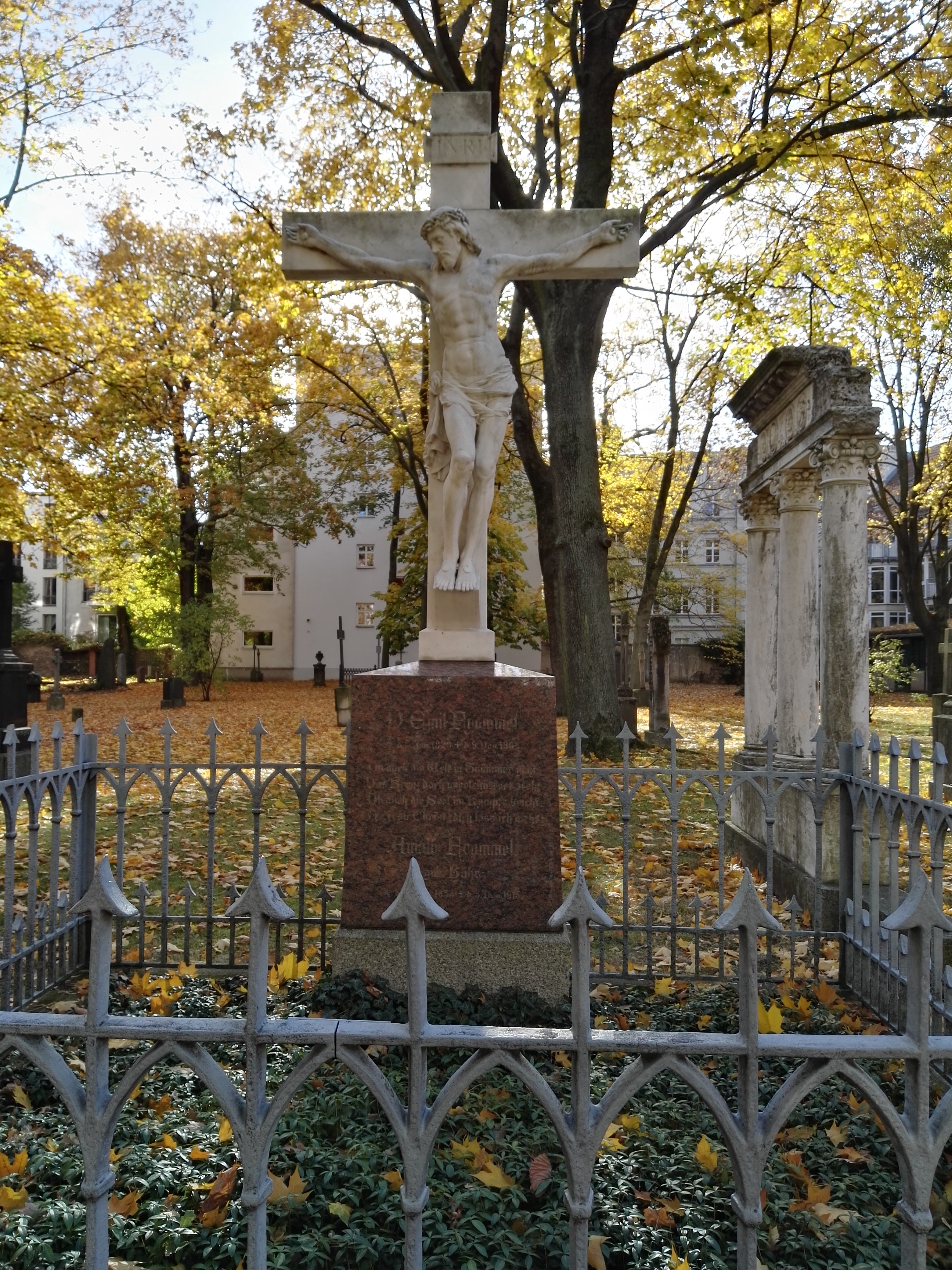
Grabstätte

Ein halbes Jahr nach seinem 25-jährigen Amtsjubiläum an der Garnisonkirche zu Berlin musste er sich einer schweren Operation unterziehen. Davon stark geschwächt, bat er um seine Entlassung und ging zur Genesung nach Plön. Nach zwei weiteren Operationen in Plön verstarb er und wurde in Berlin auf dem Alten Garnisonfriedhof bestattet.
Außer zahlreichen Predigten und dem Beitrag zur Kirchengeschichte Badens Aus dem Leben des Dr. A. Henhöfer (Barmen 1865) sowie der Schrift Von der Kunst im täglichen Leben (Barmen 1867) hat er eine Reihe von Volksschriften veröffentlicht, die ihn wegen ihrer Frömmigkeit, Sprache und ihres Humors bekannt machten. Emil Frommel gründete 1879 gemeinsam mit Rudolf Kögel und Wilhelm Baur das Jahrbuch Neue Christoterpe (Christenfreude).
Zwischen 1929 und 1973 trug eine kurze Straße hinter der Garnisonkirche in Berlin seinen Namen. Am ehemaligen Pfarrhaus der Garnisonkirche („Frommelhaus“) in der heutigen Anna-Louisa-Karsch-Straße 9 in Berlin-Mitte befindet sich eine Gedenktafel für Emil Frommel. In Spöck ist der Frommelweg nach ihm benannt, da Emil Frommel dort bei dem Pfarrer und Erweckungsprediger Aloys Henhöfer Vikar war.

## Familie
Frommel heiratete am 25. August 1853 in Karlsruhe Amalie Bähr (1833–1915), die Tochter des Ministerialrates der evangelischen Kirchensektion in Karlsruhe Karl Bähr. Das Paar hatte den Sohn Otto, der später ebenfalls Theologe wurde, und zwei Töchter. Sein Schwiegersohn Johannes Kessler (1865–1944), Gatte der jüngeren Tochter Maria, war Hofprediger und Prinzenerzieher an der Garnisonkirche in Potsdam, bevor er 1908 an die Lukaskirche in Dresden wechselte. Ein weiterer Schwiegersohn, Ehemann der älteren Tochter Elisabeth, war der Archäologe Christian Hülsen.
Emil Frommel war Bruder des lutherischen Theologen Max Frommel und des Malers Otto Frommel, Cousin und Adoptivbruder des Malers Karl Lindemann-Frommel sowie Enkel des Predigers Christian Carl Gambs. Der Theologe Otto Frommel, Vater des Schriftstellers Wolfgang Frommel und des Komponisten Gerhard Frommel, war ein entfernter Verwandter.

## Werke
Autor:
- Erzählungen für das Volk. 8 Bdchn., Berlin 1873–83.
- Erzählungen. Gesamtausgabe. Stuttgart 1877–78.
- Allerlei Sang und Klang. Erzählungen und Skizzen. Wiegandt und Grieben, Berlin 1883.
- Aus goldnen Jugendtagen. Erzählungen von Emil Frommel. Hrsg. v. Dr. Otto H. Frommel. Enßlin & Laiblins Verlagsbuchhandlung, Reutlingen 1934.

Herausgebertätigkeit:
- In drei Stufen. Auch eine Sammlung Gedichte. Druck und Verlag der Bädeker’sche Buch- u. Kunsthandlung, Elberfeld 1880.
- Neue Christoterpe. Ein Jahrbuch. Begründet von Rudolf Kögel, Emil Frommel u. Wilhelm Baur. (Gründungsmitherausgeber seit 1879)

## Gedenktag
- 9. November im Evangelischen Namenkalender[3]